# الشامانية في عهد سلالة تشينغ
كانت الشامانية هي الديانة السائدة لشعب الجورشن في شمال شرق آسيا ولأحفادهم، شعب المانشو. أقام الجورشن في وقت مبكر من عهد سلالة جين (1111-1234) احتفالات شامانية في أضرحة تسمى تانغسي. كان هناك نوعان من الشامان: الذين دخلوا في حالة غشية وسمحوا للأرواح بامتلاك أنفسهم، والذين قدموا تضحيات منتظمة إلى الآلهة، أو لأسلاف العشيرة، أو لأرواح العشيرة الحامية.
عندما وحد نورهس (1559-1626)، زعيم عشيرة جيانزو جورشن، عشائر الجورشن الأخرى تحت حكمه في أوائل القرن السابع عشر، فرض أرواح عشيرته الحامية، الآيشن  جيورو، على العشائر الأخرى، ودمر أضرحتهم غالبًا. وفي وقت مبكر من تسعينيات القرن التاسع عشر، وضع الشامانية في مركز الطقوس العمومية، وضحى إلى الآلهة قبل البدء في الحملات العسكرية. جعل ابنه وخليفته هونغ تاي تشي (1592-1643)، الذي غير اسم الجورشن إلى «مانشو» وأسس سلالة تشينغ رسميًا (1636-1912)، الممارسات الشامانية في خدمة الدولة، وخصوصًا من خلال منع الآخرين من إقامة تانغسي (أضرحة) جديدة للطقوس الدينية. في عشرينيات وثلاثينيات القرن السادس عشر، قدم حاكم تشينغ تضحيات شامانية في تانغسي موكدين، عاصمة سلالة تشينغ. وفي عام 1644، بمجرد استيلاء سلالة تشينغ على بكين لبدء غزو الصين، جعلوها عاصمتهم الجديدة وأقاموا ضريحًا شامانيًا رسميًا هناك. أقام أباطرة تشينغ والشامان المحترفون (النساء عادةً) احتفالات شامانية في تانغسي بكين وفي الأحياء النسائية في المدينة المحرمة، حتى تنازل السلالة الحاكمة في عام 1912.
ظلت الشامانية حتى القرن الثامن عشر على الأقل، أساس الحياة الروحية للمانشو وميزت المانشو عن الهان الصينيين حتى عندما تبنى مانشو بانرمين (رجال الراية) المتحصنين في مدن صينية مختلفة العديد من جوانب أسلوب الحياة الصيني. في عام 1747، أمر الإمبراطور تشيان لونغ (حكم منذ 1735 حتى 1796) بنشر «قانون شاماني» لإحياء وتنظيم الممارسات الشامانية التي خشي ضياعها. ووزعه على البانرمين لتوجيه ممارساتهم، لكننا لا نعرف سوى القليل جدًا عن تأثير هذه السياسة. مُنع المغول والصينيين الهان من حضور الاحتفالات الشامانية. جذبت هذه الطقوس فضول سكان بكين وزوار عاصمة تشينغ، ويرجع ذلك جزئيًا إلى جانبها السري. وحتى بعد ترجمة «القانون الشاماني» إلى اللغة الصينية ونشره في ثمانينيات القرن الثامن عشر، لم يفهم الغرباء سوى القليل عن هذه الممارسات.
وجد عالم الأنثروبولوجيا الروسي إس. إم. شيروكوغورف في أثناء عمله الميداني بين السكان التونغوسيين في «منشوريا» في العقد الأول من القرن العشرين، ممارسات باقية كافية لبناء نظرية عن الشامانية التي حددت لاحقًا المناقشات النظرية حول الشامانية. انتُقدت هذه النظريات، منذ أواخر الثمانينيات لإهمالها العلاقة بين الشامانية والدولة. يزعم المؤرخون الآن أن الممارسات الشامانية في شمال شرق آسيا ارتبطت ارتباطًا وثيقًا بإنشاء الدول، ويناسب هذا التحليل حالة سلالة تشينغ جيدًا.

## الأصول التاريخية حتى عام 1644
تعد الشامانية الديانة الأكثر شيوعًا لدى الشعوب التونغوسية في شمال شرق آسيا. تظهر كلمة «شامان» نفسها (سمان بلغة المانشو) في كل لغة تونغوسية-منشورية ويبدو أنها من أصول تونغوسية. كانت الشامانية الدين الأكثر شيوعًا لدى المانشو، مارسوها هم وأسلافهم الجورشن قبل فترة طويلة من غزو قادتهم للصين كأباطرة لسلالة تشينغ (1644-1911). 

### الشامانية الجورشنية المبكرة
تعتبر كلمة تانغسي الاسم المانشو المعبر عن الضريح الشاماني أو مذبح الأرواح. ونظرًا لأن مرادفها الصيني تانغزي (堂子) يعني «قاعة»، يبدو أن هذه كلمة مشتقة من اللغة الصينية، ولكن لم يبدأ ترجمة تانغسي إلى تانغزي حتى نحو عام 1660. قبل ذلك، كان تُترجم إلى اللغة الصينية بكلمة يامياو (謁 廟)، أو «معبد الزيارة». ربما نشأ مصطلح تانغسي من كلمة «صناديق الله» (أيضًا «تانغسي») المحمولة التي وضع فيها الجورشن تماثيل إلهية عندما كانوا ما يزالون صيادين متنقلين. وعندما بدأت فرق الجورشن في الاستقرار في القرى المحصنة (نوع مستوطنة نموذجي)، أصبحت تانغسي كيانات دائمة للقرية.
كان لكل عشيرة -موكن أو قرية أو اتحاد قرى تزعم أنها تشترك في أسلاف مشتركة- روح حامية مقدسة (إندوري). كان الشامان (امرأة غالبًا) مسؤولًا عن إرضاء الأرواح والأسلاف الموتى والاتصال بهم لطلب صيد أو حصاد جيد، والشفاء السريع، والانتصار في المعركة، وغيرها من الصنائع المماثلة. كانت نقطة الاتصال بين المجتمع والأرواح هي «عمود الروح» (بلغة المانشو: šomo؛ بالصينية: 神 柱؛ بالبينيين: shénzhù). لعب الشامان دورًا حاسمًا في مجتمعات الجورشن المبكرة، حيث اعتمدت سلطة زعيم العشيرة غالبًا على موافقة الشامان.
كان هناك نوعان من طقوس الجورشن الشامانية، تقابل نوعين من الشامان. كانت «الطقوس المنزلية» الأكثر شيوعًا: التضحيات القائمة على الطقوس إلى الآلهة وأسلاف العشيرة التي يقوم بها الشامان الوراثي من تلك العشيرة. و«الطقوس البدائية»، من ناحية أخرى، التي كان يؤديها أشخاص عانوا من «مرض شاماني»، والذي كان يُعتبر علامة على اختيار الأرواح لهم. سمح هؤلاء الشامان «التحويليون»، دخولهم في حالة غشية، بامتلاك أرواح حيوانية مختلفة وطلبوا مساعدة هذه الأرواح لأغراض مثل الشفاء أو طرد الأرواح الشريرة. أقام هؤلاء الشامان مذبحًا في منازلهم وتلقوا نوعًا مختلفًا من التدريب عن الشامان الوراثي.
ارتدى مانشو الشامان عادة مئزرًا، وقبعة من الريش تدل على قدرتهم على الطيران إلى عالم الروح، وحزامًا بأجراس متدلية، وحملوا سكينًا، وعصيين خشبيين مع أجراس مثبتة في أعلاهما، وطبلًا استخدموه خلال الاحتفالات. بقي ممكنًا ملاحظة هذه السمات بين الشامان من منشوريا ومنغوليا حتى أوائل القرن العشرين. 

### الشامانية بعد ظهور نورهس
تغيرت ممارسات الجورشن الشامانية مع صعود مؤسس سلالة تشينغ نورهس (1559-1626). عندما بدأ في توحيد قبائل الجورشن، دمر نورهس تانغسي القبائل المهزومة واستبدل آلهتهم الحامية بالعقعق، الحيوان الطوطمي لعشيرته، آيشن-جيورو. سُمح للقبائل التي انضمت طوعًا إلى نورهس بالاحتفاظ بآلهتها الخاصة. بدأ استيعاب الطقوس الشامانية للعشائر الأخرى في طقوس عشيرة نورهس عملية «صيتغة الدولة للدين» التي استمرت حتى القرن الثامن عشر.
في تحول آخر «عكس عملية المركزية السياسية» في ولاية نورهس، استُبدل إيمان الجورتشين التقليدي بآلهة متعددة بإله واحد يسمى «أبكا آما» أو «أبكا هان». أصبحت هذه الآلهة الشامانية الجديدة موضوع العبادة العمومية مثل عبادة حكام الجورشن للآلهة في عهد سلالة جين (1115-1234) وعبادة جنكيز خان لتنكري في القرن الثالث عشر. أصبحت هذه التضحية العمومية نظيرًا مبكرًا لعبادة الصينيين للآلهة. منذ تسعينيات القرن التاسع عشر، اعتبر نورهس الآلهة هي «الحاكمة بين الصواب والخطأ.» عبد الآلهة في ضريح شاماني في عام 1593 قبل مغادرته لشن حملة ضد الييهي، قبيلة جورشن تنتمي إلى اتحاد هولون المنافس. ذكرت سجلات تشينغ أيضًا أنه عندما أعلن نورهس عن مظالمه السبع الكبرى ضد سلالة مينغ في أبريل 1618، أقام احتفالًا شامانيًا أحرق خلاله قسمًا مكتوبًا على قطعة من الورق الأصفر. حذف بلاط سلالة تشينغ هذا الاحتفال عمدًا من الترجمة الصينية اللاحقة لهذا الحدث.
منع نجل نورهس هونغ تاي تشي (حكم من 1626 إلى 1643)، الذي غير اسم الجورشن إلى «مانشو» في عام 1635، عامة الناس والمسؤولين من إقامة الأضرحة الشامانية للطقوس الدينية، ما جعل تانغسي «حكرًا للحاكم». ومنع الشامان من علاج الأمراض وإن كان ذلك دون أي نجاح يُذكر. تُظهر أرشيفات مانشو القديمة، وهي سجل يوثق تاريخ المانشو منذ 1607 حتى 1636، أن الطقوس العمومية كانت تُقام في تانغسي عاصمة تشينغ في موكدين في عشرينيات وثلاثينيات القرن السادس عشر. قبل قيادة قوات بانر إلى الصين مباشرة في أوائل عام 1644، قاد الأمير دورغون (1612-1650)، الذي كان وصيًا على الإمبراطور شونجي المتوج حديثًا (حكم منذ 1643 حتى 1661)، أمراء المانشو الآخرين لعبادة الآلهة في تانغسي موكدين.